# Villers-Rotin
Villers-Rotin és un municipi francès, situat al departament de la Costa d'Or i a la regió de Borgonya - Franc Comtat. L'any 2007 tenia 132 habitants.

## Demografia

### Població
El 2007 la població de fet de Villers-Rotin era de 132 persones. Hi havia 54 famílies, de les quals 8 eren unipersonals (4 homes vivint sols i 4 dones vivint soles), 27 parelles sense fills, 15 parelles amb fills i 4 famílies monoparentals amb fills.
La població ha evolucionat segons el següent gràfic:
Habitants censats

### Habitatges
El 2007 hi havia 61 habitatges, 54 eren l'habitatge principal de la família, 2 eren segones residències i 5 estaven desocupats. Tots els 59 habitatges eren cases. Dels 54 habitatges principals, 44 estaven ocupats pels seus propietaris, 6 estaven llogats i ocupats pels llogaters i 4 estaven cedits a títol gratuït; 2 tenien dues cambres, 6 en tenien tres, 18 en tenien quatre i 28 en tenien cinc o més. 45 habitatges disposaven pel capbaix d'una plaça de pàrquing. A 20 habitatges hi havia un automòbil i a 32 n'hi havia dos o més.

### Piràmide de població
La piràmide de població per edats i sexe el 2009 era:
| Homes | Edats   | Dones |
| ----- | ------- | ----- |
| 0     | 95 o +  | 0     |
| 0     | 90 a 94 | 0     |
| 0     | 85 a 89 | 0     |
| 4     | 80 a 84 | 0     |
| 0     | 75 a 79 | 4     |
| 4     | 70 a 74 | 0     |
| 4     | 65 a 69 | 8     |
| 8     | 60 a 64 | 4     |
| 4     | 55 a 59 | 4     |
| 4     | 50 a 54 | 4     |
| 8     | 45 a 49 | 4     |
| 4     | 40 a 44 | 0     |
| 0     | 35 a 39 | 8     |
| 8     | 30 a 34 | 0     |
| 4     | 25 a 29 | 4     |
| 0     | 20 a 24 | 4     |
| 16    | 15 a 19 | 4     |
| 0     | 10 a 14 | 0     |
| 0     | 5 a 9   | 0     |
| 0     | 0 a 4   | 0     |

## Economia
El 2007 la població en edat de treballar era de 87 persones, 68 eren actives i 19 eren inactives. De les 68 persones actives 63 estaven ocupades (36 homes i 27 dones) i 6 estaven aturades (3 homes i 3 dones). De les 19 persones inactives 13 estaven jubilades, 4 estaven estudiant i 2 estaven classificades com a «altres inactius».

### Ingressos
El 2009 a Villers-Rotin hi havia 58 unitats fiscals que integraven 146 persones, la mediana anual d'ingressos fiscals per persona era de 18.460 €.

### Activitats econòmiques
L'únic establiment que hi havia el 2007 era d'una empresa de comerç i reparació d'automòbils.
L'any 2000 a Villers-Rotin hi havia 4 explotacions agrícoles.

## Poblacions més properes
El següent diagrama mostra les poblacions més properes.